# Chukchansi
El chukchansi (Chuk'chansi) és un dialecte del yokuts de la vall parlat a la Ranxeria Picayune d'indis chukchansi, a la vall de San Joaquín de Califòrnia, per la banda chukchansi dels yokuts. Pel 2011 hi havia vuit parlants nadius.
"El chukchansi no té el so “r” i ... dues consonants mai segueixen l'una a l'altra."
En maig de 2012 el Departament de Lingüística de la Universitat Estatal de Fresno va rebre una subvenció d'1 milió $ per redactar una gramàtica i un diccionari chuckchansi, i per "donar suport a les beques, programes i esforços per reunir textos nadius i crear un pla d'estudis per a l'ensenyament de la llengua perquè pugui utilitzar-se de nou socialment i ritualment." La beca de cinc anys fou concedida a la Ranxeria Picayune d'indis chukchansi procedent de fons generats pel Chukchansi Gold Resort & Casino, i s'espera que ràpidament s'hi afegeixin esforços voluntaris per la Universitat de Fresno per documentar i ensenyar la llengua. Tanmateix, la beca també ha estat criticada en connexió amb el recent desenregistrament de membres tribals chuckchansi.
Els enregistraments de la llengua foren fets per Sydney Lamb entre 1953-1957. També s'han fet esforços per documentar el chukchansi intentant utilitzar el Phraselator, un dispositiu de gravació portàtil desenvolupat amb fins militars. "Quan una persona parla al dispositiu en anglès, respon amb la traducció chukchansi." No obstant això, a partir de 2007, aquests dispositius eren massa cars per a ser distribuïts àmpliament.
S'estan donant classes de chukchansi a l'escola elemental de Coarsegold, CA des de 2008. Des del 2012 hi ha classes en chukchansi disponibles per a infants i per a adults. La primera tenda de cafè Native American Coffee Company oberta a Coarsegold en 2012, planeja traduir els noms de les seves begudes de cafè al chukchansi.
La preservació de la llengua evoca forts sentiments. El cap tribal Reggie Lewis emfatitzà la necessitat de "preservar, protegir, i revitalitzar la nostra identitat i tradicions culturals." Un membre de la tribu, qui ho va posar de manera més directa, va dir: "Quan [els Estats Units] van iniciar el genocidi de comunitats de nadius americans, la raó per la qual ens ha permès signar els nostres tractats va ser perquè teníem uns llengus ... Les generacions dels nostres majors van passar sequera i atrocitats; el nucli de la nostra llengua és la nostra identitat", afegint que ella es va sentir encoratjada pel fet que "els parlants no nadius de la comunitat venen a aprendre l'idioma".